# Zoran Konjanovski

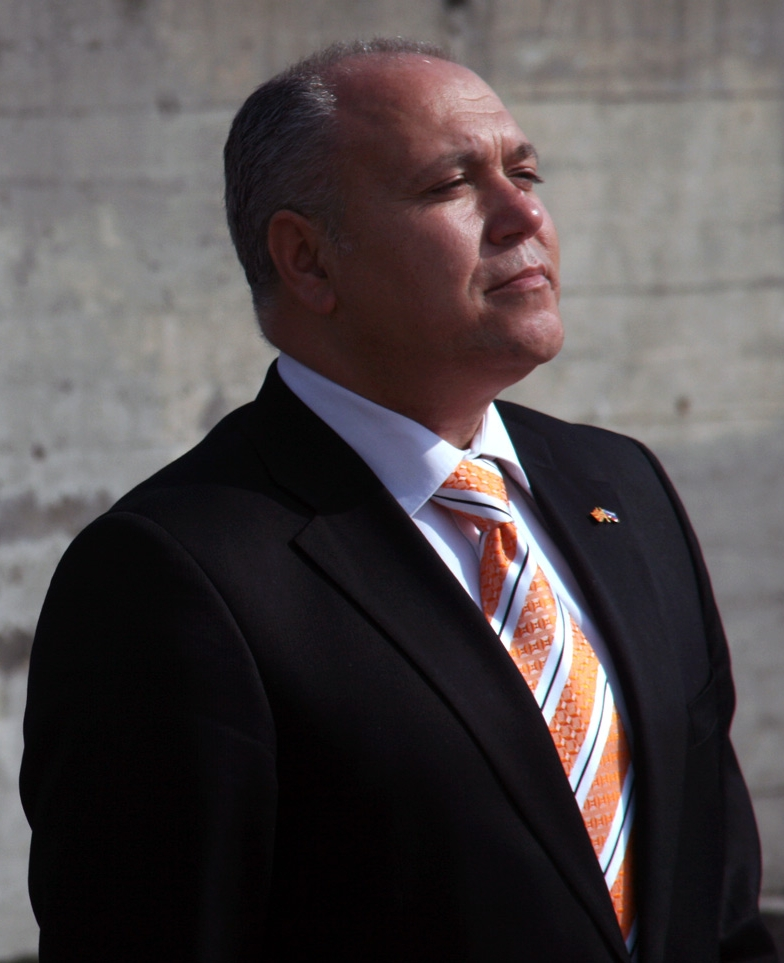
Zoran Konjanovski

Zoran Konjanovski (in kyrillischer Schrift: Зоран Коњановски; * 3. März 1967 in Bitola, SFR Jugoslawien) ist ein nordmazedonischer Politiker.
Er studierte Maschinenbau an der Universität Skopje und war ab 1999 als Maschinenbauingenieur bei dem Wasser- und Energieversorgungsunternehmen JP Streževo in Bitola tätig. Im Juni 2007 wurde er Generaldirektor des Energieversorgers REK Bitola.
Seit 1993 ist er Mitglied der Partei VMRO-DPMNE. Von August 2006 bis Juni 2007 war er Minister für Lokale Selbstverwaltung, danach von Juli 2008 bis Juli 2011 Verteidigungsminister Mazedoniens in der Regierung von Nikola Gruevski. Daran anschließend war er stellvertretender Minister für Land- und Forstwirtschaft sowie Wasserwirtschaft, als Stellvertreter des Ministers Ljupčo Dimovski.
Er ist verheiratet und hat zwei Kinder.